# Hạt Đại diện Tông tòa Phnôm Pênh
Hạt Đại diện Tông tòa Phnôm Pênh (tiếng Khmer: ព្រះសហគមន៏កាតូលិកភូមិភាគភ្នំពេញ; tiếng Latinh: Vicariatus Apostolicus de Phnom-Penh) là một hạt Đại diện Tông tòa của Giáo hội Công giáo tại Campuchia. Hạt Đại diện Tông tòa chịu sự quản lí trực tiếp của Tòa Thánh và được quản lý bởi Giám mục Olivier Schmitthaeusler M.E.P. từ ngày 10 tháng 10 năm 2010.

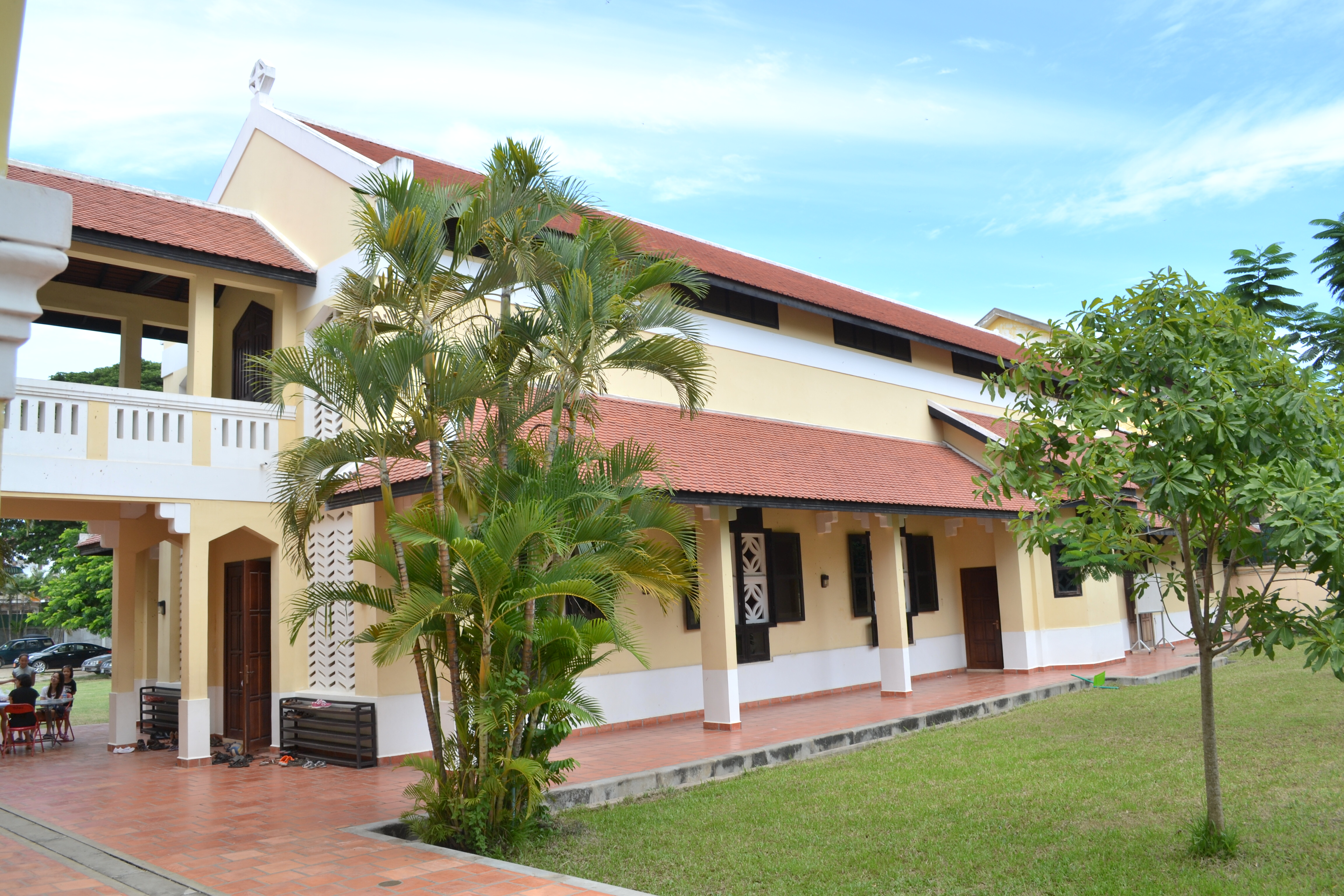
Nhà thờ Thánh Giuse, Phnôm Pênh

Hạt Đại diện Tông tòa bao phủ diện tích 31,946 km² ở phía nam Campuchia, bao gồm Phnôm Pênh và các vùng đô thị lân cận như Kep, Sihanoukville, Kandal, Takéo, Kampot, Kampong Speu và Koh Kong.

## Lịch sử
Ngày 30 tháng 8 năm 1850, Tòa Thánh đã chia tách Hạt Đại diện Tông tòa Tây Đàng Trong để thành lập Hạt Đại diện Tông tòa Campuchia. Từ năm 1860, Hạt Đại diện Tông tòa phụ trách luôn cả vùng Phsar Dek, Châu Đốc và Sóc Trăng của vùng Đồng bằng sông Cửu Long thuộc Việt Nam. Vào năm 1924, tên đã được đổi thành Hạt Đại diện Tông tòa Phnôm Pênh. Vào ngày 20 tháng 9 năm 1955, Hạt Đại diện Tông tòa chia tách phần địa giới ở Việt Nam để thành lập Hạt Đại diện Tông tòa Cần Thơ. Sau khi chia tách, Hạt Đại diện Tông tòa Phnôm Pênh còn lại phần địa giới toàn bộ Campuchia. Vào năm 1968, Hạt Đại diện Tông tòa được chia làm 3 phần, với vùng tây bắc trở thành Hạt Phủ doãn Tông tòa Battambang và vùng đông bắc trở thành Hạt Phủ doãn Tông tòa Kampong Cham.
Khi Khmer Đỏ lên nắm quyền, toàn bộ hoạt động tôn giáo bị ngăn cấm, và nhiều người Công giáo bị bức hại, đặc biệt là linh mục và các chức sắc Công giáo. Ngoài ra toàn bộ lượng người Việt theo Công giáo, thành phần Công giáo chiếm đa số ở Campuchia hoặc là bị xử tử, hoặc là bị trục xuất. Gần như toàn bộ số nhà thờ đều bị phá hủy. Lượng người Công giáo Hạt Đại diện Tông tòa quản lí sụt giảm từ 30 nghìn xuống mức ít hơn 10 nghìn tín đồ. Vào năm 1989, hiến pháp mới của Campuchia cho phép tự do tôn giáo trở lại, tuy nhiên các hoạt động truyền giáo vẫn bị ngăn cấm bởi Hội đồng Bộ trưởng Campuchia. Vào tháng 3/1990, chính phủ Campuchia đã cho phép một nhóm người Công giáo tổ chức lễ Phục Sinh, sự kiện tôn giáo công cộng đầu tiên ở Campuchia sau 15 năm.
Vào ngày 24/12/2009, linh mục người Pháp Olivier Schmitthaeusler thuộc Hội Thừa sai Paris được chỉ định làm Giám mục phó Đại diện Tông tòa Phnôm Pênh hiệu tòa Catabum Castra. Ông đã trở thành Giám mục hiệu tòa Destombes vào ngày 1/10/2010.
Vào ngày 1/5/2015, Hội đồng Giám mục Campuchia mở một cuộc điều tra chính thức để xem xét tuyên tử đạo ở Tangkok, Kampong Thom, nơi Giám mục Giuse Chhmar Salas qua đời trong nhà tù Khmer Đỏ vào năm 1977. Cuộc điều tra đã xem xét lựa chọn tuyên tử đạo cho ít nhất 34 người bị xử tử hoặc ép chết từ tháng 4/1975 đến năm 1978.

## Các đời Giám mục quản nhiệm
| STT                              | Tên                                | Thời gian quản nhiệm           | Ghi chú                        |
| Hạt Đại diện Tông tòa Cao Miên   | Hạt Đại diện Tông tòa Cao Miên     | Hạt Đại diện Tông tòa Cao Miên | Hạt Đại diện Tông tòa Cao Miên |
| -------------------------------- | ---------------------------------- | ------------------------------ | ------------------------------ |
| 1 †                              | Jean-Claude Miche                  | 1850-1869                      |                                |
| 2 †                              | Marie-Laurent Cordier              | 1882-1895                      |                                |
| 3 †                              | Jean-Baptiste Grosgeorge           | 1896 - 1902                    |                                |
| 4 †                              | Jean-Claude Bouchut                | 1902-1924                      |                                |
| Hạt Đại diện Tông tòa Phnôm Pênh |                                    |                                |                                |
|                                  | Jean-Claude Bouchut                | 1924-1928                      |                                |
| 5 †                              | Valentin Herrgott                  | 1928 - 1936                    |                                |
| 6 †                              | Jean-Baptiste-Maximilien Chabalier | 1937 - 1955                    |                                |
| 7 †                              | Gustave-André-Ferdinand Raballand  | 1956 - 1962                    |                                |
| 8 †                              | Yves Ramousse                      | 1962 - 1976                    |                                |
| 9 †                              | Giuse Chhmar Salas                 | 1976 - 1977                    |                                |
| (8) †                            | Yves Ramousse                      | 1992 - 2001                    |                                |
| 10 †                             | Emile Destombes                    | 1997-2010                      |                                |
| 11                               | Olivier Schmitthaeusler            | 2009 - nay                     |                                |

Ghi chú:
- : Giám quản tông tòa, Đại diện tông tòa